# Raymond Kopa
Raymond Kopa (født Kopaszewski 13. oktober 1931 i Nœux-les-Mines, Frankrig - 3. marts 2017) var en fransk fodboldspiller, der i 1950'erne blev regnet som en af verdens absolut bedste spillere. Han blev i 1958 kåret til Europas bedste spiller, og blev i 2004 udvaglt til FIFA 100, en kåring af de 125 bedste nulevende fodboldspillere gennem historien. 

## Klubkarriere
Kopas karriere strakte sig fra 1949 til 1967. Hans første klub var Angers SCO, inden han i 1951 skiftede til Stade Reims, der på daværende tidspunkt hørte til blandt Europas absolut førende klubber. Han førte blandt andet holdet frem til to franske mesterskaber, samt finalen i Mesterholdenes Europa Cup, inden han i 1956 rejste til Spanien for at spille for Real Madrid.
Kopa var i Real Madrid en del af Europas mest succesfulde hold, der vandt to spanske mesterskaber og Mesterholdenes Europa Cup tre gange i træk. Han var i klubben blandt andet holdkammerat med Alfredo di Stéfano og Ferenc Puskás. I 1959 forlod han Spanien og rejste tilbage til Stade Reims. Her tilbragte han de resterende otte år af sin karriere, og var med til at vinde yderligere to franske mesterskaber.

## Landshold
Kopa nåede gennem sin karriere at spille 45 kampe og score 18 mål for Frankrigs landshold, som han spillede for mellem 1952 og 1962. Han var efterfølgende en del af den franske trup til VM i 1954, samt til VM i 1958, hvor franskmændene vandt bronze.

## Titler
Ligue 1
- 1953, 1955, 1960 og 1962 med Stade Reims

La Liga
- 1957 og 1958 med Real Madrid

Mesterholdenes Europa Cup
- 1957, 1958 og 1959 med Real Madrid